# فهرست آهنگسازان ایرانی
این یک فهرست از برخی آهنگسازان ایرانی است. همچنین فهرست کامل نوازندگان و خوانندگان ایرانی را ببینید.
رضا والی

## آهنگسازان کلاسیک/کلاسیک ایرانی
- ابوالحسن صبا
- احمد پژمان
- احمد فروتن راد
- اردشیر روحانی
- اردشیر کامکار
- اسفندیار منفردزاده
- اسماعیل تهرانی
- اسماعیل زرین‌فر
- اسماعیل واثقی
- انوشیروان روحانی
- بابک افشار
- بابک بیات
- پرویز مشکاتیان
- پرویز یاحقی
- تهمورس پورناظری
- جلال ذوالفنون
- حسین دهلوی
- حسین علیزاده
- حسین فرهادپور
- حمید متبسم
- روح‌الله خالقی
- رضا والی
- سعید فرج‌پوری
- سودابه سالم
- سوسن اصلانی
- سیروس شهردار
- شاهین شهبازی
- شاهین فرهت
- شریف لطفی
- صهبا امینی‌کیا
- علی تجویدی
- علی قمصری
- علینقی وزیری
- فرامرز پایور
- فردین خلعتبری
- فریبرز لاچینی
- فریدون شهبازیان
- فوزیه مجد
- کارن همایونفر
- اردوان کامکار
- کیخسرو پورناظری
- گلنوش خالقی
- محسن الهامیان
- محمد حیدری
- محمد شمس
- محمدتقی مسعودیه
- محمدرضا شجریان
- محمدرضا لطفی
- محمدمهدی گورنگی
- محمود ذوالفنون
- مشیر همایون شهردار
- مهدی بزرگمهر
- مهدی حسینی
- مهدی رجبیان
- مهیار فیروزبخت
- ناصر چشم‌آذر
- وارطان ساهاکیان
- همایون خرم
- هومن دهلوی

## آهنگسازان موسیقی پاپ ایرانی
- پرویز مقصدی
- جهانبخش پازوکی
- فرید زلاند
- ستار اورکی
- آریا عظیمی‌نژاد
- آندرانیک
- اسفندیار منفردزاده
- بابک افشار
- بابک بیات
- بیژن مرتضوی
- تورج شعبان خانی
- حسن شماعی زاده
- سیاوش قمیشی
- شادمهر عقیلی
- شهرام آذر
- شهیار قنبری
- شوبرت آواکیان
- صادق نوجوکی
- صهبا امینی‌کیا
- علیرضا افکاری
- عماد رام
- فرخ آهی
- فریبرز لاچینی
- محسن چاوشی
- محمد حیدری
- محمد شمس
- مرتضی پاشایی
- منوچهر چشم‌آذر
- مهدی حسینی
- مهدیار آقاجانی
- ناصر چشم‌آذر
- ناصر عبداللهی
- واروژ هاخباندیان

## آهنگسازان کلاسیک غربی
- امین‌الله حسین
- بهزاد رنجبران
- ثمین باغچه‌بان
- حشمت سنجری
- رضا والی
- شاهین فرهت
- شهرداد روحانی
- علی رهبری
- علیرضا متوسلی
- علیرضا مشایخی
- فرهاد مشکات
- فریدون فرزانه
- لوریس چکناواریان
- مرتضی حنانه
- مهدی حسینی
- مهران روحانی
- نادر مشایخی
- هرمز فرهت
- هوشنگ استوار
- شروین عباسی
- فرید عمران
- احمدرضا گل کار

## آهنگسازان رپ فارسی
- مهدیار آقاجانی
- اشکان بشیری (اشکان گاگان)
- آرمان میلادی
- سعید دهقان
- آرین دوستی
- علیرضا جزایری (علیرضا جی‌جی)
- پوریا بشری (گادپوری)
- سینا ولی‌زاده (سیناتزا)
- حسن بابا محمودی (حسن بابا)
- خشایار سرباز وطن (کچی‌بیتز)
- علی بی
- سوالک و ایلی‌نویز (الکونویز)
- لیل‌دیفو
- متین
- شمرونی
- کیوت
- حاتم
- سروش هیچکس
- امیر دیوا
- پدرام آزاد
- بیت کوری
- مافیا بیت
- راسام سهرابی
- پوبون
- فرشاد
- رضا پیشرو
- مهراد هیدن
- دارا پایدار
- علی سورنا
- حامد ستاره